# ChS4型电力机车
ChS4型电力机车，是苏联的干线客运电力机车车型之一，适用于供电制式为25千伏工频单相交流电的电气化铁路。
1950年代起，按经济互助委员会規定的分工，苏联向东欧国家出口干线柴油机车，而从捷克斯洛伐克进口电力传动调车柴油机车和客运电力机车，ChS4型电力机车为其中之一。ChS4型电力机车是斯柯达公司于1963年研制成功的准高速客运电力机车，设计代号52E，轴式Co-Co。1972年，在ChS4型机车的基础上又研制了改进型ChS4T（ЧС4т）。